# Phoenix Wright: Ace Attorney: Justice for All
Phoenix Wright: Ace Attorney: Justice for All, lanzado en Japón como Gyakuten Saiban 2 (逆転裁判 2 Gyakuten Saiban Tsū?) es una novela visual para la consola Game Boy Advance y Nintendo DS de la saga Ace Attorney. Fue publicado y desarrollado por Capcom en Japón, Norteamérica y Europa, y publicado por Nintendo en Australia. Es la secuela de Phoenix Wright: Ace Attorney. Fue lanzado en Japón el 26 de octubre de 2006 y en Norteamérica el 16 de enero de 2007. El juego también fue lanzado en Europa el 16 de marzo de 2007 y en Australia el 6 de septiembre de 2007. En la versión japonesa cuenta con un selector de idioma (Japonés/Inglés) en el menú principal.
La versión para Game Boy Advance también fue relanzada para la PC como Gyakuten Saiban 2, el 31 de marzo de 2006, por la compañía japonesa SourceNext antes del lanzamiento del juego para la Nintendo DS. 
Al igual que en la saga anterior, el juego se adentra en el mundo de los abogados y los juicios, donde el jugador encarna al protagonista y abogado defensor Phoenix Wright. El juego presenta cuatro casos. Cada caso consta de dos modos de juego: La investigación y el juicio propiamente dicho. En el aspecto de investigación del juego, Phoenix reúne pruebas y habla con los personajes involucrados en el caso. En los juicios, Phoenix defiende a sus clientes con la utilización de pruebas, testimonios, y usando la lógica, resolviendo el misterio que rodea a cada caso. La perspectiva de la corte es por lo general en tercera persona, mientras que el punto de vista fuera de la corte es en primera persona.

## Jugabilidad
Al igual que en la anterior entrega (Phoenix Wright: Ace Attorney), los jugadores asumen el papel de Phoenix Wright, que actúa como un abogado defensor. El juego tiene dos segmentos: la investigación y el juicio. Durante el juicio, los jugadores deben hacer una variedad de tareas, que normalmente se hacen en una corte, incluyendo la declaración de testigos, presentando pruebas y protestas a las declaraciones contradictorias o las pruebas presentadas por la fiscalía.
Un cambio pequeño pero significativo es que ahora el jugador puede ahora presentar los perfiles de todos los implicados en el caso a modo de prueba. Esto hace que las alternativas a la hora de contestar una pregunta de la acusación (o del propio juez) se vean aumentadas y por tanto sea también mayor la posibilidad de fallar nuestra respuesta. Por otra parte, en esta entrega vamos a tener la posibilidad de saber cuándo una persona nos está mintiendo gracias a un amuleto mágico (magatama) que nos entregarán al principio del juego. Para conseguir que esa persona cuente toda la verdad habrá que buscar pistas e indicios que hagan que su mentira se desmorone, lo que añade un plus de dificultad a las conversaciones con ciertos personajes.
Durante los juicios destacan dos figuras:
- El abogado es el encargado de la defensa en un caso. Son contratados por el acusado, y se encargan de interrogar a los testigos sobre su testimonio (o declaración).

- El fiscal es el encargado de la acusación. Su trabajo consiste en obtener un veredicto de culpabilidad para el acusado, además de exponer los casos al inicio del juicio y de llamar al estrado a los testigos.

## Argumento
El primer caso del juego consiste en que Phoenix sufre una amnesia temporal después de ser golpeado en la cabeza. Durante su amnesia tiene que defender a Maggey Byrde, una mujer policía que ha sido acusado de asesinar a otro oficial de policía.
En el segundo caso, Phoenix va con un hombre llamado Turner Grey para solicitar los servicios de Maya para la canalización de un espíritu. Sin embargo, el médico es asesinado durante la canalización de espíritu, y Maya es arrestada bajo sospecha de asesinato. En su defensa, Phoenix se entera de que el fiscal para este caso es Franziska von Karma, la hija de Manfred von Karma, una joven que se convirtió en fiscal en Alemania cuando tenía 13 años, es un prodigio, y ha llegado a Estados Unidos para derrotar a Phoenix en la corte.
Durante el tercer caso, un mago muy popular del Gran Circo Berry llamado Maxmillion Galáctica es acusado por el asesinato del jefe de pista. Durante la historia, Phoenix se encuentra con algunos testigos inusuales, como un payaso que no puede hacer reír a nadie (excepto a Maya), un ventrílocuo cuyo jefe es un títere, y la hija del jefe de pista, que parece vivir en su propio mundo. A pesar de todo esto, Phoenix defiende Max, logrando que Franziska von Karma perdiera otro caso.
En el cuarto caso, Maya es secuestrada después de que una gran estrella de la televisión, Matt Engarde, es sospechoso de asesinar a su rival, Juan Rivera. El secuestrador por medio de un transmisor le dice a Phoenix que liberará a Maya si consigue obtener una absolución completa para su cliente Matt Engarde, diciendo que es inocente y le han tendido una trampa. Phoenix está de acuerdo y se embarca en el juicio más difícil de toda la saga. En la última instancia, se revela que Engarde contrato a un asesino a sueldo (el secuestrador) para matar a Rivera, evitando que este revelera los secretos de Engarde. En el juicio se descubre que Engarde grabó el asesinato de su rival para chantejear al asesino a sueldo. Cuando Phoenix revela esto, el asesino está de acuerdo en liberar a Maya y matar a Engarde. Engarde se ve obligado a declararse culpable tras la amenaza del asesino, ya que estaría más seguro en la cárcel. Hay dos finales para este caso, el final "feliz" y el final "triste" en el que Matt es declarado inocente, Adrián Andrews culpable, y Phoenix no vuelve a encontrarse con Maya.

## Personajes principales
- Phoenix Wright (成歩堂 龍一 Naruhodō Ryūichi?)

Es el protagonista del juego. Es un abogado licenciado desde hace un año que trabaja en el Bufete Wright & Co. Es despistado y se deja llevar, pero es sarcástico cuando habla para sí mismo. Maya y Pearl le llaman Nick.
- Franziska von Karma (狩魔 冥 Karuma Mei?)

Franziska se convirtió en fiscal en Alemania a la edad de 13 años, y se mantuvo invicta durante ese tiempo. Cuando Edgeworth desapareció en su viaje de autodescubrimiento, Franziska tomó su lugar de fiscal, en busca de castigar a Phoenix.
- Maya Fey (綾里 真宵 Ayasato Mayoi?)

Es la compañera de Phoenix y la hermana de Mía Fey. Es amable, simpática y suele estar hambrienta, aunque un poco loca a veces. Le encantan las hamburguesas (en la versión japonesa es el ramen).
- Mia Fey (綾里 千尋 Ayasato Chihiro?)

Es la jefa de Phoenix y hermana de Maya Fey. Siempre ayuda a Phoenix en lo que puede canalizándose por medio de Maya y Pearl.
- Pearl Fey (綾里 春美 Ayasato Harumi?)

Es prima de Maya y Mia y la hija de Morgan. Tiene 8 años. Se refiere a Maya como Maya la mística y a Phoenix como Sr. Nick. Es bastante lista para su edad y no conoce mucho sobre lo que hay fuera de la Aldea Kurain. Tiene mayores poderes que Maya y por eso Maya piensa que ella debería ser ella la próxima maestra de la aldea.
- Dick Gumshoe (糸鋸 圭介 Itonokogiri Keisuke?)

Torpe inspector del Departamento de Policía. Se encarga de la investigación inicial. Está enamorado de Maggey Byrde.
- Miles Edgeworth (御剣 怜侍 Mitsurugi Reiji?)

Fiscal que desapareció durante un largo período de tiempo, en un viaje de autodescubrimiento. Regresó tras descubrir cual era su verdadera función. En el último caso, ayuda a Phoenix para salvar a Maya.

## Los casos
- El caso perdido: al principio del juego suena una melodía proveniente del teléfono de Phoenix. Pocos segundos después es golpeado por un tipo misterioso con un extintor y pierde la memoria. En este caso se tiene que defender a la agente Maggey Byrde del asesinato del agente Dustin Prince, quien fuera su novio, contra el fiscal Winston Payne.

- Reunión y caso: antes del primer caso, Phoenix recibe la visita de Turner Grey, un médico que es demandado por una negligencia médica en su clínica por culpa de una enfermera que luego murió en un accidente automovilístico. Grey le pide acompañarle a la aldea Kurain para que Maya canalice el espíritu de la enfermera y pueda limpiar su nombre, pero durante la canalización Turner Grey es asesinado, y a los ojos de todos Maya es la responsable.

- El caso del circo: tras visitar el Gran Circo Berry, Phoenix tiene que defender al mago Maximillion Galáctica del asesinato del jefe del circo, Rusell Berry, ya que el asesino no dejó huellas y se baraja la posibilidad de que salió volando. Pero detrás del asesinato se oculta una historia de hace seis meses.

- Adiós, caso mío: en la ceremonia de la elección del Héroe de Héroes acaba ganando el Samurái de Níquel (interpretado por Matt Engarde), pero su rival, Juan Rivera aparece muerto. Esa misma noche, Maya es secuestrada y solo será liberada cuando Phoenix consiga una absolución para su cliente, Matt Engarde.

| Predecesor: Phoenix Wright: Ace Attorney | Saga Ace Attorney | Sucesor: Phoenix Wright: Ace Attorney: Trials and Tribulations |

- Datos: Q645003